# 地御前村
地御前村（じごぜんむら）は、広島県佐伯郡にあった村。現在の廿日市市の一部にあたる。

## 地理
- 海洋：瀬戸内海[1]
- 河川：御手洗川[1]

## 歴史
- 1889年（明治22年）4月1日、町村制の施行により、佐伯郡地御前村が単独で村制施行し、地御前村が発足[1][2]。
- 1918年（大正7年）電灯点灯[1]。
- 1956年（昭和31年）9月30日、佐伯郡廿日市町、平良村、宮内村と合併し、廿日市町が存続して廃止された[1][2]。

### 地名の由来
厳島神社が島方にあるのに対して、その外宮社（地御前神社）が地方にあり地之御前と称されたことから。

### ハワイ移民
地御前は県内でも仁保島村に次いで2番目にハワイ移民の多い村であった。1898年（明治31年）には移民からの送金に着目した村上隆太郎が村上銀行を地御前で設立している。小学校の校舎も移民からの寄付により建てられた。

## 産業
- 農業、養蚕、漁業[1]。

## 交通

### 鉄道
- 1925年（大正14年）広島瓦斯電軌（現広島電鉄）宮島線、地御前駅を開設[1]。
- 1926年（大正15年）宮島線、新宮島駅を開設。1931年（昭和6年）廃止。
- 1931年（昭和6年）宮島線、阿品駅（現・阿品東駅）を開設。

### 道路
- 1931年（昭和6年）観光道路（現国道2号）開通[1]。

### 港湾
- 地御前漁港[1]

## 医療
- 広島県農業会佐伯病院（現・JA広島総合病院） - 1947年（昭和22年）開設[5]
- 県立地御前病院 - 1951年（昭和26年）開設
- 地御前逓信病院 - 1953年（昭和28年）開設[6]

## 名所・旧跡
- 地御前神社[1]

## 出身・ゆかりの人物
- 小林千古 - 洋画家
- 梶山季之 - 小説家。朝鮮の京城で生まれ、日本の敗戦後に地御前村に引き上げた。